# 慶元まさ美のおはようパートナー
『慶元まさ美のおはようパートナー』（けいもとまさみのおはようパートナー）は、2010年10月4日から2016年9月23日まで、ABCラジオ（朝日放送）が毎週月 - 金曜日の5:00 - 6:30に放送していた番組。1968年8月から48年2ヶ月にわたって編成された長寿番組「おはようパートナー」シリーズの最終版に当たる。
「おはようパートナー」シリーズでは、女性のアナウンサーやタレントが1人でパーソナリティを担当。その関係で、代々の番組タイトルには、「おはようパートナー」の前にパーソナリティの氏名を入れていた。本項では、慶元以外のパーソナリティが出演していた過去のシリーズ番組や、かつて放送されていた「土曜版」についても述べる。

## 概要
ABCラジオの平日生ワイド番組で最も早い時間帯に放送された番組で、「ラジオで朝のビタミンABC」をキャッチフレーズに、フリーアナウンサーの慶元まさ美がパーソナリティを担当。リスナーからのリクエスト曲に、リスナー参加型のコーナーなどを交えながら進行していた。
その一方で、5時台には『JFマリンバンク海の天気予報』（NRN系列の企画ネット番組）、6時台には『ダイワハウス・モーニングエッセイ 川井郁子ハートストリングス』（ニッポン放送制作・ダイワハウス一社提供の箱番組）を内包。在阪ラジオ局が『生島ヒロシのおはよう一直線』（TBSラジオ制作の全国ネット番組）の同時ネットを実施しなかった2014年9月25日（金曜日）までは、同番組内の日替わりコーナーの一部も組み込んでいた。

### おはようパートナーシリーズの終了
前身番組から通算で48年2ヶ月にわたって放送されてきたが、2016年9月23日（金曜日）放送分で終了。同月26日（月曜日）からは、『朝も早よから』（朝日放送の新旧アナウンサーが1人でパーソナリティを務める情報系の生ワイド番組）シリーズが、当番組の放送枠を引き継いでいる。
その一方で、慶元はシリーズの終了を機に始まった『慶元まさ美の Sounds Good!』（土曜日午後の音楽生ワイド番組）のパーソナリティを1年間担当。担当期間中には、『朝も早よから - 』にもゲストで出演していた。2017年度以降は、ラジオ大阪で平日の午前中に放送される生ワイド番組（『慶元まさ美のハッピー・モーニング』→『ハッピー・プラス』水・木曜分）において、当番組と同じワンマンスタイルでパーソナリティを務めている。

### 主なコーナー

#### 『慶元まさ美のおはようパートナー』（2014年10月以降）
◎：特別編成で当番組を休止する場合にも必ず放送。
- おはようニュース（5時台前半）
  - オープニングからリクエスト曲を2〜3曲流した後に、慶元自らニュース原稿を読んでいた。
- JFマリンバンク海の天気予報◎（5時台後半、前述）
  - 当番組では、慶元が近畿地方の海洋気象概況、大阪の月齢、大阪湾・播磨灘・太平洋・日本海の干潮・満潮時刻を伝えた。
- ABC天気予報◎（5時台と6時台に1回ずつ放送）
  - 5時台には、慶元自ら原稿を読む。6時台には、ABCラジオで平日に放送される番組では最も早く、ウエザーニュースの気象予報士が日替わりで出演していた。
- おはようマーケット（5:50前後）
  - 月・火曜日は、青果卸売市場関係者への電話を通じて、旬の青果に関する話題を紹介。金曜日は、リスナーから寄せられた心温まるエピソードを慶元が読み上げていた。
  - 木曜日には、旬の食材を使った料理のレシピを紹介していた。2013年1月3日放送分からは、毎月1つのテーマを設けたうえで、リスナーからそのテーマに見合ったレシピの投稿を受付。投稿したレシピを放送で採用されたリスナーに、番組オリジナルのキッチンタイマーを進呈した。
- ABCニュース◎（6時過ぎ）
  - 2012年10月1日以降は、前述の「おはようニュース」に続いて、慶元がストレートニュースを伝える。
  - ABCの報道系アナウンサーの一部がABCラジオの「ニュースデスク」を兼務する体制になっていた2012年9月29日までは、「ニュースデスク」が平日6時台 - 11時台のニュースを曜日ごとに担当していた（最終担当者は月・火曜日：芦沢誠、水 - 金曜日：和沙哲郎）。
- ダイワハウス・モーニングエッセイ 川井郁子ハートストリングス◎（6:10頃、前述）
- ABC交通情報◎（エンディング直前、スタジオから慶元が伝えた）

ABCラジオでは、2016年6月27日（月曜日）から9月23日（金曜日）まで、ABC創立65周年記念連続ラジオドラマ『ナデシコですから』（全65回）を毎週月 - 金曜日の6:15 - 6:30に編成。この編成によって、通常は当番組に内包している『川井郁子ハートストリングス』も独立番組扱い（放送時間は通常と変わらず6:10 - 6:15）に変更したため、当番組は最終日（9月23日）まで放送時間が5:00 - 6:10に短縮となった。

##### 過去
いずれも、『生島ヒロシのおはよう一直線』内のコーナー。関西地方では、2001年3月までMBSラジオ、2011年4月から和歌山放送が同番組の全編を同時ネット。2014年9月28日からラジオ大阪でも裏番組への内包コーナー扱いで同時ネットを実施したことを機に、当番組での放送を終了した。
- ファミリーマート おとなコンビニ研究所（2010年10月 - 2014年3月27日） → ファミリーマート グッドモーニングソングス◎（2014年3月30日 - 9月23日、いずれも水曜日のみ、5:53頃）
  - 2010年10月から水曜日の6:10頃に放送中のコーナーを、先行ネット形式で内包。OBCでの全編同時ネット開始後も、「グッドモーニングソングス」を同局で放送している。
  - 慶元が以上のコーナーを紹介する際には、番組の放送直後に流すリクエスト曲のタイトルをテーマに、リスナーにプレゼント付きの「鼻歌クイズ」を出題。当番組の放送を終了するまで、電子メール・FAXで回答を受け付けていた。ちなみに、出題の際には、番組スタッフが事前に街頭で収録した一般人へのインタビュー音源を使用。「鼻歌クイズ」というタイトルは、リスナーへのヒントとして、インタビューに応じた一般人が出題曲の一節を鼻歌で披露する音源を流すことによる。
- いすゞ　ぐっ!トラック◎（2013年4月4日 - 2014年6月、木曜日のみ、5:53頃）
  - 木曜日の6:10頃に放送されていたコーナーを、ABCで制作する企画ネット形式で内包。想いを伝えたい人へのメッセージと、その人に贈りたい曲をリスナーから募集した。
  - 当番組では、リスナーから寄せられたメッセージのうち、毎週1名分を慶元が代読。そのうえで、メッセージに添えられた曲を流していた。メッセージを採用されたリスナーには、3000円分のクオカードと「いすゞのトラック」（コーナースポンサー・いすゞ自動車のCMソング）をセットで進呈していた。
  - 同じスポンサーで2014年7月から始まった後継コーナー「檀れい 今日の1ページ」（月 - 金曜日6:20 - 6:25頃）については、当番組で内包せず、OBCが単独番組として放送。同局での全編同時ネット開始後も、内包コーナーとして放送を継続している。

#### 『永尾光湖のおはようパートナー』（2009年10月 - 2010年9月）
- 早起きテレフォン
- 暮らしのパートナー
- JFマリンバンク海の天気予報・ABC交通情報（いずれも永尾自ら担当）
- ABC天気予報（前述、5時台は永尾自ら担当）
- ABC朝日ニュース（5:55頃、前述）
- ダイワハウス・モーニングエッセイ 川井郁子ハートストリングス（6時過ぎ、前述）
- みんなでパートナー（リスナーからのお便りコーナー）

#### 備考
1990年代以降の元日には、「○○（西暦年）新春スーパーワイド」（概ね5時台から13時台、または14時台）と題した特別番組を編成する関係で、放送を休止することが多かった。
前述したコーナーは、前後にかかる曲との兼ね合いで時間を調整。パーソナリティーが永尾から慶元に交代してからは、リクエスト曲の放送回数が増えるなど、音楽番組の色彩が強まり、1990年代以降の曲が主体となるとともに、AKB48やK-POPアイドル、ももいろクローバーZなどの最新の曲がかかることも増えた（永尾がパーソナリティーをしていた頃までは、曲は懐メロ系が主体だった）。その一方で、「暮らしのパートナー」「みんなでパートナー」を休止。メッセージテーマを日替わりで設定するとともに、リクエスト曲や上記コーナーの合間に、リスナーからのメッセージを随時紹介していた。また、FMラジオの音楽番組のように、曲名を曲の終わりに紹介することも多くなった。
慶元が当番組のパーソナリティに就任してからは、エンディングで『おはようパーソナリティ道上洋三です』（後枠番組、以下『おはパソ』と略記）の聴きどころを簡単に紹介。年によっては、8月の全国高等学校野球選手権大会期間中に夏季休暇を取得する『おはパソ』のアシスタントに代わって、当番組の本番を終えたばかりの慶元が『おはパソ』のアシスタント代理を務めることがあった。特に月・火曜日には、両番組に加えて『SUNNYSIDE BALCONY』（α-STATIONで放送中の生ワイド番組）でもパーソナリティを担当するため、最大で1日に延べ10時間近く生放送番組に登場していた。
2011年・2012年には、当時の『おはパソ』アシスタント・久野愛が夏季休暇に入った週のみ、久野の代役で同番組にも出演。2016年にも、久野の後任アシスタント・吉田詩織に代わって、8月15日（月曜日）から19日（金曜日）まで『おはパソ』のアシスタントを務めた。逆に、慶元が夏季休暇を取る週には、渡辺たかねなどの女性タレントが当番組のパーソナリティを務めた。
リスナーからのリクエスト曲を放送中に流す場合には、永尾までの歴代パーソナリティーが「○○（リクエストしたリスナーの氏名）さんからのリクエスト」と紹介していたのに対して、慶元は「○○さんのお好きな曲」と呼んでいた。ラジオネームで投稿したメッセージについては、放送で採用する場合に、投稿先の都道府県と投稿者の年代・性別（「大阪府40歳の男性」など）に読み替える（『おはようパーソナリティ道上洋三です』『武田和歌子のぴたっと。』と同様の措置）。
2012年からは、CMと番組本編の間にジングルを挿入。慶元が英語でメッセージを入れたバージョンや、ラップ調で「二度寝禁止」などと連呼するバージョンなどを随時放送した。
2014年1月頃から2015年3月にかけては、6:15分前後に放送する曲を対象に、タイトル名を毎日尻取り形式で紹介する「しり取りリクエスト」が導入されていた。ABCラジオでは、2015年10月から、『桑原征平粋も甘いも』（ABCラジオ水・木曜午後の生ワイド番組）の木曜日でこの企画を事実上再開している（毎週木曜日の14:30前後に放送）。
慶元がパーソナリティーを務めるようになって以降は、5時25分頃に紹介する曲のうち、木曜日はカバー曲、金曜日は一押し若手アーティストの曲を紹介するようになった。

## 歴史
1968年8月5日より、柴田邦江（当時朝日放送アナウンサー）をパーソナリティーに、『柴田邦江のおはようパートナー』（しばたくにえのおはようパートナー）として放送を開始した。
1976年10月から、毛利千代子（フリーアナウンサー・タレント）が2代目パーソナリティに就任したことを機に、番組のタイトルを『毛利千代子のおはようパートナー』（もうりちよこのおはようパートナー）に変更。2002年10月4日まで、26年間にわたって放送された。
毛利が担当した当初は、6:15 - 7:00に放送。「ABC市場便り」というサブタイトルが付いていた。当時は、大阪中央卸売市場からの生鮮食品情報を織り込みながら、リスナーから寄せられたお便り・リクエストで番組を構成していた。
その後、放送時間を5:30 - 6:30に移動。大阪中央卸売市場からの中継を廃止する一方で、懐メロ系を中心に、最新ヒットナンバーを織り交ぜながらリクエスト曲の放送に特化するようになった。
1995年1月17日の阪神・淡路大震災発生時は、当番組の生放送中だった。スタジオは地震の揺れで停電し、放送も一時中断した。十数秒後に自家発電で復旧し、毛利はリスナーに対して落ち着いた行動をとるよう呼びかけた。
2000年代に入り、放送開始時刻を5:00に繰り上げるとともに、放送時間を1時間30分に拡大している（2001年4月・2001年10月・2002年4月のいずれか。少なくとも2001年3月までは5:30開始であることが確認できる）。
2002年10月7日から宇野ひろみが3代目パーソナリティになり『宇野ひろみのおはようパートナー』（うのひろみのおはようパートナー）の放送を開始。手作りの新聞をリスナーに進呈したほか、ABCラジオのイベント「ABCラジオまつり」などで配布していた。
宇野が産休に入った2007年（4月30日 - 9月28日）には、宇野と同じMC企画所属のフリーアナウンサーである蕭秀華が宇野の代役を担当。この時期のみ、番組名が『蕭秀華のおはようパートナー』に変更された。
2009年10月5日からは宇野の後任として、永尾光湖が4代目パーソナリティとして登場した。永尾は1年間番組を担当し、2010年10月1日の放送を最後に降板した。翌週10月4日からは、2002年秋から2005年春までの裏番組『早起きラジオMBS』を担当していた慶元まさ美を5代目パーソナリティに迎えて、『慶元まさ美のおはようパートナー』として2016年9月23日まで放送した。
この他、1972年10月 - 1983年10月には、土曜日にも別のパーソナリティの担当で『●●●●（パーソナリティ名）のおはようパートナー』が放送されていた。土曜日版の歴代パーソナリティは、熊谷瞭子・久下景子・児島恭子・安達治彦・小林大作など。

## 番組テーマ曲
慶元がパーソナリティを担当してからは、『毎日がスペシャル』（竹内まりや）のギターインストゥルメンタルバージョン（2011年4月4日 - 2013年3月29日放送分）を経て、2013年4月1日放送分から『Sunshine Girl』（moumoon）のカラオケインストゥルメンタルバージョンを使用している。2015年3月30日放送分から現在の『ラブソングはとまらないよ』（いきものがかり）のインストゥルメンタルとなっている。
永尾の担当期間中には、西村由紀江の演奏による『パームトゥリーの下で見る夢は』（2009年10月5日 - 2010年4月2日放送分）を経て、2010年4月5日以降の放送で『Top of the World』（カーペンターズ）のインストゥルメンタルバージョンを採用。宇野の担当期間中には、オープニング・エンディングともに、押尾コータローの『Fantasy!』（2002年7月10日発売のメジャーデビューアルバム『STARTING POINT』の1曲目に収録）をテーマ曲に使っていた。